# Cerastium persicum
Cerastium persicum är en nejlikväxtart som beskrevs av Pierre Edmond Boissier. Cerastium persicum ingår i släktet arvar, och familjen nejlikväxter. Inga underarter finns listade i Catalogue of Life.